# Pero trena
Pero trena là một loài bướm đêm trong họ Geometridae.